# Attentat auf Andrei Gennadjewitsch Karlow

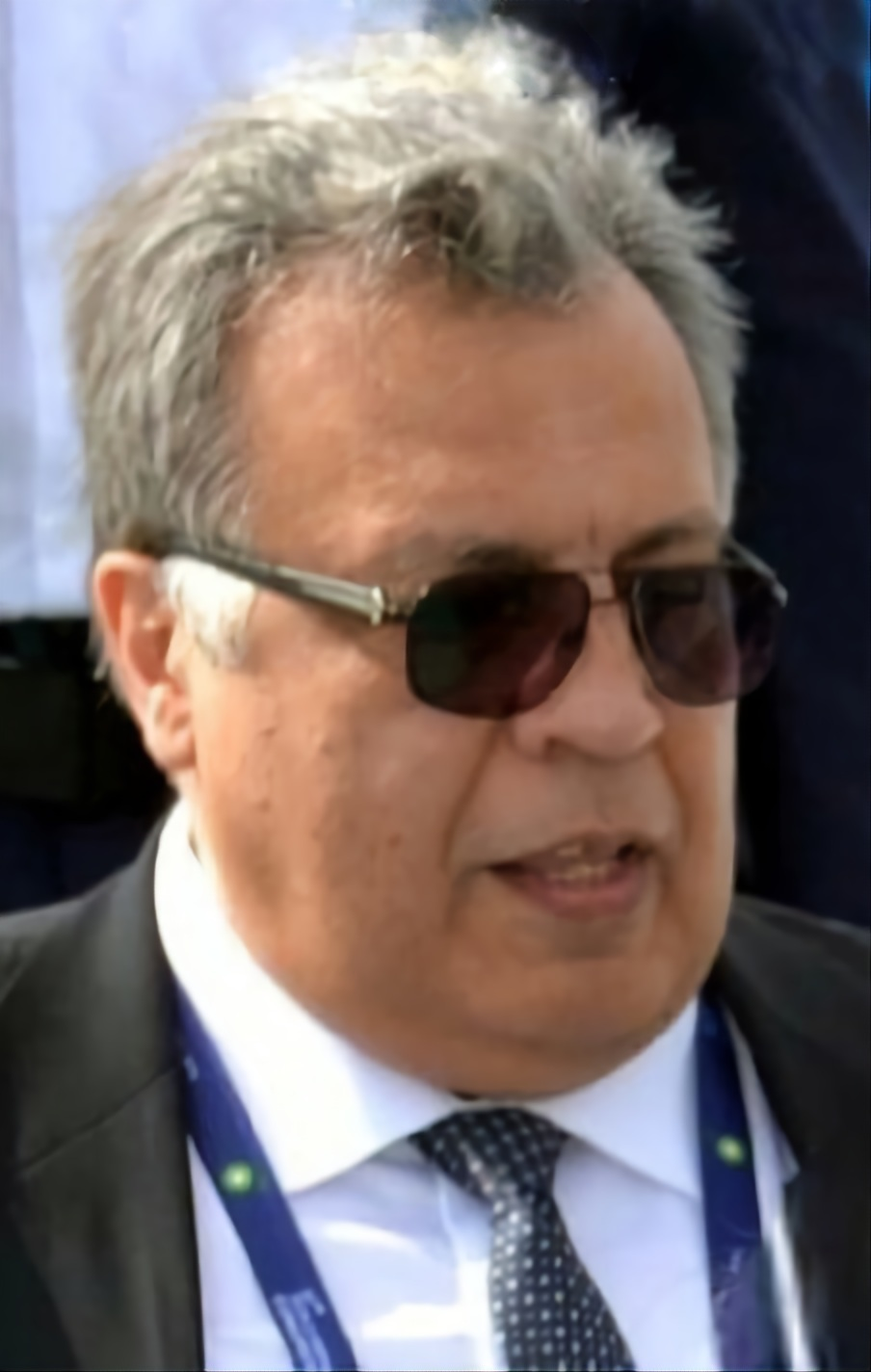
Andrei Karlow, 2016

Bei einem Attentat am 19. Dezember 2016 in Ankara wurde der russische Botschafter in der Türkei, Andrei Gennadjewitsch Karlow, getötet.

## Hintergrund
In der Türkei hatte es vor dem Attentat auf Karlow Proteste vor den Botschaften des Irans und Russlands wegen deren Unterstützung für die Offensive der syrischen Regierungstruppen gegen die rebellische Opposition im syrischen Aleppo gegeben.

## Tathergang
Die Tat ereignete sich bei der Eröffnung einer Fotoausstellung in der türkischen Hauptstadt Ankara. Die Ausstellungseröffnung fand im Çağdaş Sanatlar Merkezi statt, einer Ausstellungshalle im Çankaya-Viertel Ankaras, in dem neben der russischen auch andere Botschaften liegen.
Während Andrei Karlow eine Rede hielt, gab der in Zivilkleidung anwesende Polizist Mevlüt Mert Altıntaş mehrere Schüsse auf ihn ab. Für die Tat nutzte Altıntaş seine Dienstwaffe. Da Karlows Rede gefilmt wurde, wurde auch der Angriff auf Video dokumentiert. In den Aufzeichnungen war der spätere Attentäter bereits vor dem Angriff gut erkennbar hinter Karlow zu sehen. Nach den Schüssen schrie der Täter auf Arabisch: „Wir sind diejenigen, die dem Propheten Mohammed Treue und dem Dschihad Treue schwören.“, „Allahu akbar!“ („Gott ist am größten“) sowie auf Türkisch: „Vergesst Syrien nicht. Vergesst Aleppo nicht. Solange die Menschen dort nicht sicher sind, werdet ihr nicht sicher sein.“
Bei dem Attentat wurden mindestens zwei weitere Menschen verletzt. Der Angreifer wurde etwa eine halbe Stunde nach der Tat von der türkischen Polizei erschossen.

## Täter
Beim Täter handelt es sich um den 22-jährigen Türken Mevlüt Mert Altıntaş, der seit zweieinhalb Jahren in einer Spezialeinheit der Polizei in Ankara und als Leibwächter des türkischen Präsidenten Erdogan tätig war. Im Zuge der Säuberungswelle nach dem gescheiterten Putschversuch soll Altıntaş ebenfalls entlassen worden sein, weil man ihm Verbindungen zu Gülen unterstellte, er wurde jedoch wegen Mangels an Beweisen wieder eingestellt.

## Reaktionen

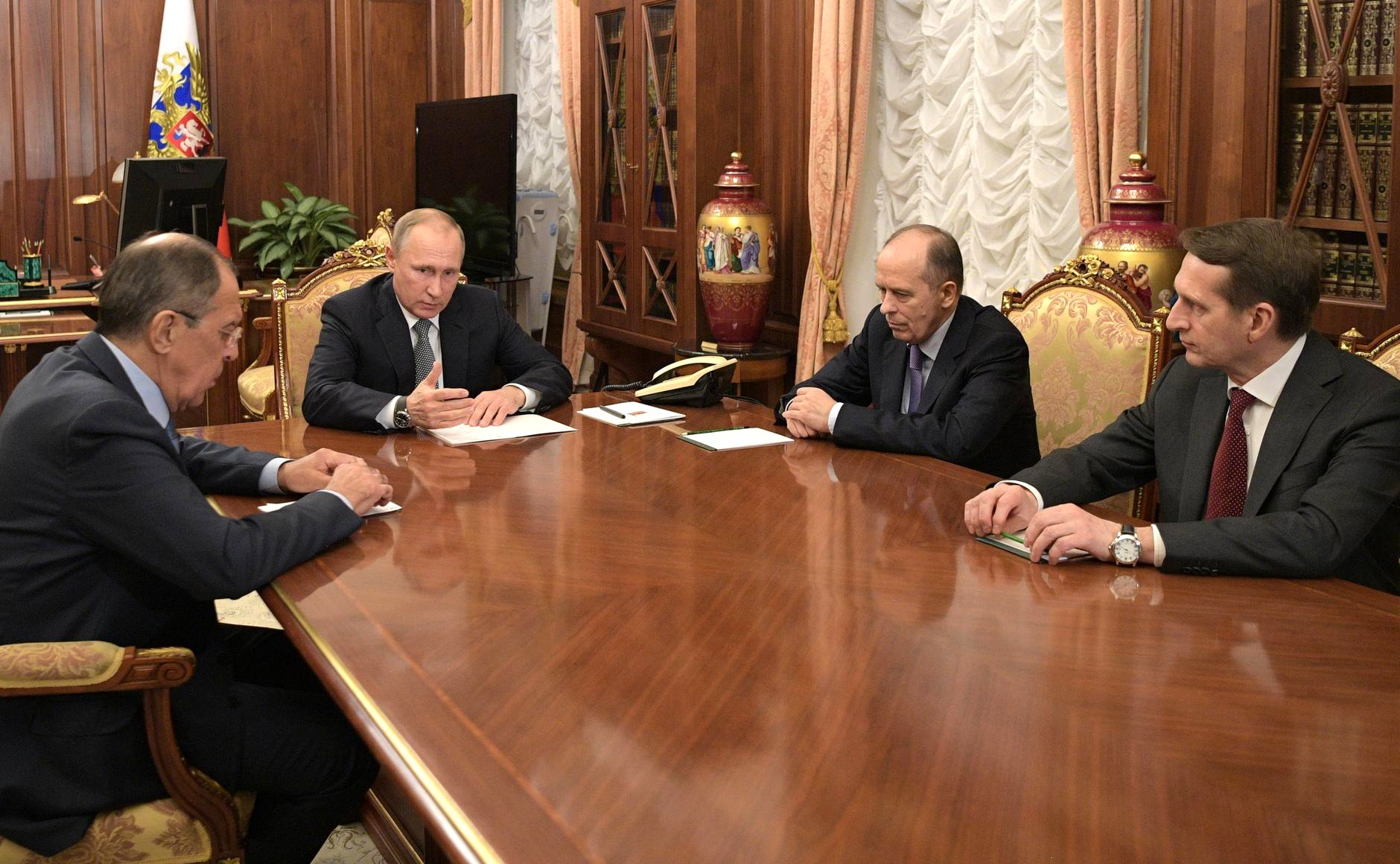
Der russische Präsident Wladimir Putin nach dem Attentat mit Außenminister Sergei Lawrow, dem Leiter des Inlandsgeheimdienstes FSB Alexander Bortnikow und dem Leiter des Auslandsgeheimdienstes SWR Sergei Naryschkin

Das russische Außenministerium bezeichnete die Tötung Karlows als einen Terrorakt. Der UN-Sicherheitsrat verurteilte das Attentat scharf und forderte, Urheber und Drahtzieher zur Rechenschaft zu ziehen.
Der designierte US-Präsident Donald Trump sagte, der Mord an Karlow stelle eine „Verletzung aller Regeln der zivilisierten Ordnung“ dar. Die Volksrepublik China nannte das Attentat einen „barbarischen Akt des Terrorismus.“ Die Regierungen der Türkei und Russlands sahen in dem Anschlag einen Versuch, ihren Annäherungskurs zu torpedieren.
Die russische Regierung entsandte zur Unterstützung der türkischen Strafverfolgungsbehörden ein Ermittlerteam nach Ankara, bestehend aus 18 Fachleuten der Geheimdienste, der Polizei und des Außenministeriums. Das russische Außenministerium warnte vor Reisen in die Türkei. Die türkische Regierung wolle laut Außenminister Mevlüt Çavuşoğlu eine Straße in Ankara nach Karlow benennen lassen.
Am 19. Januar 2017 wurde gegen zwei Verdächtige in dem Zusammenhang Haftbefehl erlassen, denen Mitgliedschaft in der Gülen-Bewegung vorgeworfen wird. Laut der staatlichen Nachrichtenagentur Anadolu sei einer der beiden Polizist.
Am 19. Juni 2017 – ein halbes Jahr nach dem Attentat – wurde bekanntgegeben, dass Alexej Jerchow die Nachfolge von Karlow als Botschafter antreten werde.

## Fotografische Dokumentation
Im Februar 2017 wurde ein Foto des Associated-Press-Fotografen Burhan Ozbilici (* 1955) als Pressefoto des Jahres 2016 ausgezeichnet. Der Fotograf hatte sich dem Diplomaten bereits kurz vor dem Tatereignis genähert, um ihn aus nächster Distanz zu fotografieren, als die ersten Schüsse fielen. Das Bild zeigt den gut gekleideten Attentäter, schreiend, mit erhobenem Zeigefinger, sowie, im Hintergrund liegend, den leblosen Körper von Karlow. Zu der von der Jury ausgezeichneten Reportage gehören auch ein Bild, das den nichtsahnenden Karlow mit dem sich von hinten nähernden Altıntaş zeigt, und eine Aufnahme des Täters mit der gegen das Publikum erhobenen Waffe sowie ein Foto der verängstigt in einer Ecke kauernden Ausstellungsbesucher. Das Hauptbild erreichte eine sofortige millionenfache Verbreitung in den Sozialen Medien.